# Ceruleum

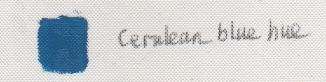

Ceruleum (ang. cerulean blue, fr. bleu celestique, niem. coelinblau, Himmelblau) – pigment używany w malarstwie.  Bladobłękitny z zielonkawym odcieniem.  Odkryty w 1805 roku przez Andreasa Höpfnera, wszedł do użycia w 1860 roku. Jego głównym składnikiem jest cynian (IV) kobaltu (II) (CoSnO3).